# Campionati mondiali di badminton 2006
I campionati mondiali di badminton 2006 (in inglese 2006 IBF World Championships) sono stati la 15ª edizione dei campionati mondiali di badminton.
La competizione si è svolta dal 18 al 24 settembre a Madrid, in Spagna.

## Medagliere
| Posiz. | Nazione       | Oro | Argento | Bronzo | Totale |
| ------ | ------------- | --- | ------- | ------ | ------ |
| 1      | Cina          | 4   | 3       | 3      | 10     |
| 2      | Inghilterra   | 1   | 2       | 0      | 3      |
| 3      | Germania      | 0   | 0       | 2      | 2      |
| 3      | Danimarca     | 0   | 0       | 2      | 2      |
| 5      | Corea del Sud | 0   | 0       | 1      | 1      |
| 5      | Malaysia      | 0   | 0       | 1      | 1      |
| 5      | Thailandia    | 0   | 0       | 1      | 1      |

## Podi
| Evento              | Oro                        | Argento                     | Bronzo                                  |
| Singolare maschile  | Lin Dan                    | Bao Chunlai                 | Chen Hong                               |
| Singolare maschile  | Lin Dan                    | Bao Chunlai                 | Lee Hyun-il                             |
| Singolare femminile | Xie Xingfang               | Zhang Ning                  | Xu Huaiwen                              |
| Singolare femminile | Xie Xingfang               | Zhang Ning                  | Petra Overzier                          |
| Doppio maschile     | Fu Haifeng Cai Yun         | Anthony Clark Robert Blair  | Jens Eriksen Martin Lundgaard Hansen    |
| Doppio maschile     | Fu Haifeng Cai Yun         | Anthony Clark Robert Blair  | Lars Paaske Jonas Rasmussen             |
| Doppio femminile    | Gao Ling Huang Sui         | Zhang Yawen Wei Yili        | Yang Wei Zhang Jiewen                   |
| Doppio femminile    | Gao Ling Huang Sui         | Zhang Yawen Wei Yili        | Du Jing Yu Yang                         |
| Doppio misto        | Nathan Robertson Gail Emms | Anthony Clark Donna Kellogg | Koo Kien Keat Wong Pei Tty              |
| Doppio misto        | Nathan Robertson Gail Emms | Anthony Clark Donna Kellogg | Sudket Prapakamol Saralee Thungthongkam |